# По следам исчезнувших культур Востока
«По следам исчезнувших культур Востока» (1961—1995) — советская, с 1992 года российская книжная серия, выпускавшая научные и научно-популярные работы историков, археологов, этнографов, посвящённые народам Древнего мира. Серия существовала с 1961 по 1995 год, в общей сложности было выпущено 86 книг и 7 переизданий.
Серия была основана в 1961 году. Изначально выпускалась Издательством восточной литературы, которое затем слилось с издательством «Наука» АН СССР, образовав 12 марта 1964 года специализированную Главную редакцию восточной литературы издательства «Наука». С 1992 года серию издавала издательская фирма «Восточная литература» РАН. С 1994 года сменила название на «По следам древних цивилизаций». С 1996 года перестала существовать.
Несколько книг, специально подготовленных для издания в серии, позже были опубликованы другими издательствами, например «Приключения в археологии» Роберта Сильверберга, указанные в планах издательства «Наука» на 1995 год, вышли в серии «Великие тайны» издательства «Вече» в 2007 году.
В 2000-х годах некоторые книги переиздавались в серии «Тайны древних цивилизаций» издательства «Вече» и серии «Загадки древних цивилизаций» издательства «Центрполиграф».

## Состав серии

### 1961
- 1. Вулли Л. Ур халдеев / Пер. с англ. Ф. Л. Мендельсона; отв. ред. И. С. Кацнельсон. — М.: Издательство восточной литературы, 1961. — 256 с. — (По следам исчезнувших культур Востока). — 25 000 экз.
- 2. Чабб М. Здесь жила Нефертити: Археологические раскопки в Тель-эль-Амарне / Пер. с англ. Н. Г. Коваленской. — М.: Издательство восточной литературы, 1961. — 144 с. — (По следам исчезнувших культур Востока). — 30 000 экз.

### 1962
- 3. Дэвидсон Б. Новое открытие древней Африки / Пер. с англ. М. К. Зеновича; под ред. И. И. Потехина. — М.: Издательство восточной литературы, 1962. — 316 с. — (По следам исчезнувших культур Востока). — 15 000 экз.
- 4. Ежевская З. С глазу на глаз со сфинксом / Пер. с польск. Т. Каулиной. — М.: Издательство восточной литературы, 1962. — 192 с. — (По следам исчезнувших культур Востока). — 15 000 экз.
- 5. Керам К. В. Узкое ущелье и Чёрная гора / Пер. с нем. Л. Ф. Вольфсона. — М.: Издательство восточной литературы, 1962. — 216 с. — (По следам исчезнувших культур Востока). — 15 000 экз.[к. 2]
- 6. Лот А. В поисках фресок Тассили / Пер. с фр.; отв ред. Д. А. Ольдерогге. — М.: Издательство восточной литературы, 1962. — 140 с. — (По следам исчезнувших культур Востока). — 25 000 экз.

### 1963
- 7. Добльхофер Э. Знаки и чудеса: Рассказы о том, как были дешифрованы забытые письмена и языки / Пер. с нем. Г. М. Бауэра; отв ред. В. В. Струве. — М.: Издательство восточной литературы, 1963. — 388 с. — (По следам исчезнувших культур Востока). — 30 000 экз.

### 1964
- 8. Пачулиа В. П. В краю Золотого руна: Исторические места и памятники Абхазии. — М.: Наука (ГРВЛ), 1964. — 128 с. — (По следам исчезнувших культур Востока). — 35 000 экз.

### 1965
- 9. Крамер С. Н. История начинается в Шумере / Пер. с англ. Ф. Л. Мендельсона; под ред. В. В. Струве. — М.: Наука (ГРВЛ), 1965. — 256 с. — (По следам исчезнувших культур Востока). — 16 000 экз.
- 10. Кычанов Е. И. Звучат лишь письмена. — М.: Наука (ГРВЛ), 1965. — 144 с. — (По следам исчезнувших культур Востока). — 17 000 экз.[к. 3]
- 11. Линде Г., Бретшнейдер Э. До прихода белого человека: Африка открывает своё прошлое / Пер. с нем. Н. А. Николаева; отв. ред. А. Б. Макрушин. — М.: Наука (ГРВЛ), 1965. — 264 с. — (По следам исчезнувших культур Востока). — 12 000 экз.
- 12. Чабб М. Город в песках / Пер. с англ. И. Г. Коваленской; отв. ред. М. А. Коростовцев. — М.: Наука (ГРВЛ), 1965. — 96 с. — (По следам исчезнувших культур Востока). — 53 000 экз.[к. 4]
- 13. Шифман И. Ш. Финикийские мореходы / Отв. ред. Н. В. Пигулевская. — М.: Наука (ГРВЛ), 1965. — 83 с. — (По следам исчезнувших культур Востока). — 9000 экз.
- 14. Штоль Г. А. Пещера у Мёртвого моря / Пер. с нем. М. А. Туловой; отв. ред. И. Д. Амусин. — М.: Наука (ГРВЛ), 1965. — 270 с. — (По следам исчезнувших культур Востока). — 73 000 экз.

### 1966
- 15. Гумилёв Л. Н. Открытие Хазарии: (Историко-географический этюд). — М.: Наука (ГРВЛ), 1966. — 192 с. — (По следам исчезнувших культур Востока). — 15 000 экз.
- 16. Массон В. М. Страна тысячи городов. — М.: Наука (ГРВЛ), 1966. — 148 с. — (По следам исчезнувших культур Востока). — 15 000 экз.[к. 5]
- 17. Куббель Л. Е. Страна золота / Отв. ред. А. Б. Давидсон. — М.: Наука (ГРВЛ), 1966. — 144 с. — (По следам исчезнувших культур Востока). — 30 000 экз.
- 18. Ставиский Б. Я. Между Памиром и Каспием: (Средняя Азия в древности). — М.: Наука (ГРВЛ), 1966. — 328 с. — (По следам исчезнувших культур Востока). — 7000 экз.

### 1967
- 19. Аллегро Дж. М. Сокровища медного свитка / Пер. с англ. Г. М. Бауэра; отв. ред. И. Д. Амусин. — М.: Наука (ГРВЛ), 1967. — 200 с. — (По следам исчезнувших культур Востока). — 30 000 экз.
- 20. Кинк Х. А. Как строились египетские пирамиды / Отв. ред. Ю. Я. Перепёлкин. — М.: Наука (ГРВЛ), 1967. — 112 с. — (По следам исчезнувших культур Востока). — 15 000 экз.
- 21. Можейко И. В. 5000 храмов на берегу Иравади: (Паганское царство) / Отв. ред. Д. В. Деопик. — М.: Наука (ГРВЛ), 1967. — 184 с. — (По следам исчезнувших культур Востока). — 15 000 экз.

### 1968
- 22. Дзевановский К. Архангелы и шакалы: Репортаж накануне потопа / Пер. с пол. В. Л. Кона; отв. ред. И. С. Кацнельсон. — М.: Наука (ГРВЛ), 1968. — 232 с. — (По следам исчезнувших культур Востока). — 50 000 экз.
- 23. Замаровский В. Тайны хеттов / Пер. со словацк. О. И. Малевича, И. М. Порочкиной; под ред. В. В. Иванова. — М.: Наука (ГРВЛ), 1968. — 336 с. — (По следам исчезнувших культур Востока). — 30 000 экз.
- 24. Пачулиа В. П. В краю Золотого руна: Исторические места и памятники Абхазии. — 2-е изд., доп. — М.: Наука (ГРВЛ), 1968. — 136 с. — (По следам исчезнувших культур Востока). — … экз.
- 25. Перепёлкин Ю. Я. Тайна Золотого гроба / Отв. ред. М. А. Коростовцев. — М.: Наука (ГРВЛ), 1968. — 176 с. — (По следам исчезнувших культур Востока). — 100 000 экз.
- 26. Херинг Э. Ваятель фараона / Пер. с нем. М. Б. Рябиновича; под ред. Н. С. Петровского. — М.: Наука (ГРВЛ), 1968. — 264 с. — (По следам исчезнувших культур Востока). — 75 000 экз.
- 27. Херинг Э. Ваятель фараона / Пер. с нем. М. Б. Рябиновича; под ред. Н. С. Петровского. — 2-е изд., стер. — М.: Наука (ГРВЛ), 1968. — 264 с. — (По следам исчезнувших культур Востока). — 75 000 экз.[к. 6]

### 1969
- 28. Можейко И. В. Другие 27 чудес / Отв. ред. Д. В. Деопик. — М.: Наука (ГРВЛ), 1969. — 256 с. — (По следам исчезнувших культур Востока). — 30 000 экз.
- 29. Перепёлкин Ю. Я. Тайна Золотого гроба / Отв. ред. М. А. Коростовцев. — 2-е изд., стер. — М.: Наука (ГРВЛ), 1969. — 176 с. — (По следам исчезнувших культур Востока). — 100 000 экз.

** Изд. 1-е — 1968.

### 1970
- 30. Буриан Я., Моухова Б. Загадочные этруски / Пер. с чеш. П. А. Антонова; отв. ред. А. А. Нейгхарт. — М.: Наука (ГРВЛ), 1970. — 228 с. — (По следам исчезнувших культур Востока). — 60 000 экз.
- 31. Кондратов А. М., Шеворошкин В. В. Когда молчат письмена: Загадки древней Эгеиды. — М.: Наука (ГРВЛ), 1970. — 228 с. — (По следам исчезнувших культур Востока). — 30 000 экз.
- 32. Аматуни П. Г. Если б заговорил сфинкс / Отв. ред. М. А. Коростовцев. — 2-е изд. — М.: Наука (ГРВЛ), 1970. — 160 с. — (По следам исчезнувших культур Востока). — 100 000 экз.[к. 7]

### 1971
- 33. Херинг Э. Служанка фараонов / Пер. с нем. Г. А. Матвеевой; под ред. Н. С. Петровского. — М.: Наука (ГРВЛ), 1971. — 184 с. — (По следам исчезнувших культур Востока). — 75 000 экз.
- 34. Штоль Г. Боги и гиганты / Пер. с нем. Г. Ванделя; отв. ред. Д. П. Каллистов. — М.: Наука (ГРВЛ), 1971. — 448 с. — (По следам исчезнувших культур Востока). — 30 000 экз.

### 1972
- 35. Ллойд С. Реки-близнецы / Пер. с англ. Е. Г. Чувикова; отв. ред. М. А. Дандамаев. — М.: Наука (ГРВЛ), 1972. — 240 с. — (По следам исчезнувших культур Востока). — 15 000 экз.
- 36. Уилер М. Пламя над Персеполем: Поворотный пункт истории / Пер. с англ. Г. Полева, Ю. Полева; отв. ред. Б. Я. Ставиский. — М.: Наука (ГРВЛ), 1972. — 144 с. — (По следам исчезнувших культур Востока). — 15 000 экз.

### 1973
- 37. Кравчук А. Закат Птолемеев / Пер. с пол. Д. С. Гальпериной; отв. ред. А. И. Павловская. — М.: Наука (ГРВЛ), 1973. — 216 с. — (По следам исчезнувших культур Востока). — 100 000 экз.

### 1976
- 38. Брентьес Б. От Шанидара до Аккада / Пер. с нем. Н. Н. Водинской; отв. ред. и авт. предисл. И. С. Кацнельсон. — М.: Наука (ГРВЛ), 1976. — 360 с. — (По следам исчезнувших культур Востока). — 10 000 экз.
- 39. Церен Э. Лунный бог / Пер. с нем. Б. Д. Каллистова; отв. ред. А. А. Нейхардт. — М.: Наука (ГРВЛ), 1976. — 382 с. — (По следам исчезнувших культур Востока). — 10 000 экз.
- 40. Кацнельсон И. С. Тутанхамон и сокровища его гробницы. — М.: Наука (ГРВЛ), 1976. — 152 с. — (По следам исчезнувших культур Востока). — 30 000 экз.
- 41. Уотт У. М., Какиа П. Мусульманская Испания / Пер. с англ. С. И. Дунаевецкого; отв. ред. А. Б. Куделин. — М.: Наука (ГРВЛ), 1976. — 216 с. — (По следам исчезнувших культур Востока). — 10 000 экз.

### 1977
- 42. Гаудио А. Цивилизации Сахары: Десять тысячелетий истории, культуры и торговли. — М.: Наука (ГРВЛ), 1977. — 224 с. — (По следам исчезнувших культур Востока). — 15 000 экз.
- 43. Ковалевская В. Б. Конь и всадник: Пути и судьбы / Отв. ред. и авт. послесл. Н. Я. Мерперт. — М.: Наука (ГРВЛ), 1977. — 152 с. — (По следам исчезнувших культур Востока). — 40 000 экз.
- 44. Римшнейдер М. От Олимпии до Ниневии во времена Гомера / Пер. с нем. Л. П. Суздальской; отв. ред. А. А. Нейхардт. — М.: Наука (ГРВЛ), 1977. — 168 с. — (По следам исчезнувших культур Востока). — 30 000 экз.
- 45. Уилбер Д. Персеполь: Археологические раскопки резиденции персидских царей / Пер. с англ. Е. Л. Власова; отв. ред. М. А. Дандамаев. — М.: Наука (ГРВЛ), 1977. — 104 с. — (По следам исчезнувших культур Востока). — 15 000 экз.

### 1978
- 46. Лордкипанидзе О. Д. Город-храм Колхиды: (История археологических раскопок в Вани) / Отв. ред. И. В. Можейко. — М.: Наука (ГРВЛ), 1978. — 80 с. — (По следам исчезнувших культур Востока). — 30 000 экз.

### 1979
- 47. Кацнельсон И. С. Тутанхамон и сокровища его гробницы. — 2-е изд., стер. — М.: Наука (ГРВЛ), 1979. — 152 с. — (По следам исчезнувших культур Востока). — 30 000 экз.
- 48. Кленгель-Брандт Э. Путешествие в Древний Вавилон. — М.: Наука (ГРВЛ), 1979. — 259 с. — (По следам исчезнувших культур Востока). — 30 000 экз.
- 49. Дойель Лео. Полет в прошлое. — М.: Наука (ГРВЛ), 1979. — 296 с. — (По следам исчезнувших культур Востока). — 30 000 экз.

### 1980
- 50. Белицкий М. Забытый мир шумеров. — М.: Наука (ГРВЛ), 1980. — 400 с. — (По следам исчезнувших культур Востока). — 10 000 экз.
- 51. Оппенхейм А. Лео. Древняя Месопотамия. — М.: Наука (ГРВЛ), 1980. — 408 с. — (По следам исчезнувших культур Востока). — 15 000 экз.

### 1981
- 52. Замаровский В. Их величества пирамиды / Пер. со словацкого О. И. Малевича; послесл. Н. С. Петровского. — М.: Наука (ГРВЛ), 1981. — 432 с. — (По следам исчезнувших культур Востока). — 75 000 экз.
- 53. Шишкин И. Б. У стен великой Намазги. — М.: Наука (ГРВЛ), 1981. — 208 с. — (По следам исчезнувших культур Востока). — 30 000 экз.[к. 8]

### 1982
- 54. Бенгтсон Г. Правители эпохи эллинизма / Пер. с нем. и вступит. статья Э. Д. Фролова. — М.: Наука (ГРВЛ), 1982. — 392 с. — (По следам исчезнувших культур Востока). — 10 000 экз.
- 55. Бернхардт К.-Х. Древний Ливан. — М.: Наука (ГРВЛ), 1982. — 224 с. — (По следам исчезнувших культур Востока). — 10 000 экз.
- 56. Котрелл Л. Во времена фараонов. — М.: Наука (ГРВЛ), 1982. — 380 с. — (По следам исчезнувших культур Востока). — 30 000 экз.
- 57. Мелларт Дж. Древнейшие цивилизации Ближнего Востока / Пер. с англ. и коммент. Е. В. Антоновой; предисл. Н. Я. Мерперта. — М.: Наука (ГРВЛ), 1982. — 152 с. — (По следам исчезнувших культур Востока). — 30 000 экз.
- 58. Эбергардт П. Поддельная богиня. — М.: Наука (ГРВЛ), 1982. — 226 с. — (По следам исчезнувших культур Востока). — 10 000 экз.

### 1983
- 59. Галанопулос А. Г., Бэкон Э. Атлантида: За легендой — истина / Пер. с англ. Ф. Л. Мендельсона; послесл. Г. А. Кошеленко. — М.: Наука (ГРВЛ), 1983. — 184 с. — (По следам исчезнувших культур Востока). — 30 000 экз.
- 60. Маккуин Джеймс Г. Хетты и их современники в Малой Азии / Пер. с англ. Ф. Л. Мендельсона; послесл. В. Г. Ардзинбы. — М.: Наука (ГРВЛ), 1983. — 184 с. — (По следам исчезнувших культур Востока). — 15 000 экз.

### 1984
- 61. Бибби Дж. В поисках Дильмуна / Пер. с англ. Н. Елисеева; отв. ред., авт. послесл. и примеч. В. И. Гуляев. — М.: Наука (ГРВЛ), 1984. — 368 с. — (По следам исчезнувших культур Востока). — 15 000 экз.
- 62. Ковалевская В. Б. Кавказ и аланы: Века и народы. — М.: Наука (ГРВЛ), 1984. — 280 с. — (По следам исчезнувших культур Востока). — 10 000 экз.
- 63. Ллойд С. Археология Месопотамии. — М.: Наука (ГРВЛ), 1984. — 280 с. — (По следам исчезнувших культур Востока). — 15 000 экз.
- 64. Кьера Э. Они писали на глине: Рассказывают вавилонские таблички. — М.: Наука (ГРВЛ), 1984. — 136 с. — (По следам исчезнувших культур Востока). — 30 000 экз.
- 65. Шахермайр Ф. Александр Македонский. — М.: Наука (ГРВЛ), 1984. — 384 с. — (По следам исчезнувших культур Востока). — 90 000 экз.

### 1985
- 66. Гаудио А. Цивилизации Сахары: Десять тысячелетий истории, культуры и торговли. — М.: Наука (ГРВЛ), 1985. — 208 с. — (По следам исчезнувших культур Востока). — 30 000 экз. (1-е изд. — 1977)

### 1986
- 67. Вейнберг И. П. Человек в культуре древнего Ближнего Востока. — М.: Наука (ГРВЛ), 1986. — 208 с. — (По следам исчезнувших культур Востока). — 15 000 экз.
- 68. Вулли Л. Забытое царство / C. Leonard Woolley / Пер. с англ. — М.: Наука (ГРВЛ), 1986. — 168 с. — (По следам исчезнувших культур Востока). — 30 000 экз.
- 69. Замаровский В. Их величества пирамиды / Пер. со словацкого О. И. Малевича; послесл. Н. С. Петровского. — М.: Наука (ГРВЛ), 1986. — 448 с. — (По следам исчезнувших культур Востока). — 75 000 экз.

** Изд. 1-е — 1981.
- 70. Шахермайр Ф. Александр Македонский. — М.: Наука (ГРВЛ), 1986. — 384 с. — (По следам исчезнувших культур Востока). — 100 000 экз.

** Изд. 1-е — 1984.
- 71. Беллвуд П. Покорение человеком Тихого океана: Юго-Восточная Азия и Океания в доисторическую эпоху. — М.: Наука (ГРВЛ), 1986. — 522, [1] с. — (По следам исчезнувших культур Востока). — 15 000 экз.
- 72. Дженкинс Н. Ладья под пирамидой: Царская ладья фараона Хеопса. — М.: Наука (ГРВЛ), 1986. — 128 с. — (По следам исчезнувших культур Востока). — 30 000 экз.

### 1987
- 73. Бойс М. Зороастрийцы: Верования и обычаи. — М.: Наука (ГРВЛ), 1987. — 304 с. — (По следам исчезнувших культур Востока). — 30 000 экз.
- 74. Герни О. Хетты. — М.: Наука (ГРВЛ), 1987. — 234 с. — (По следам исчезнувших культур Востока). — 30 000 экз.  Архивная копия от 2 марта 2011 на Wayback Machine

### 1988
- 75. Ковельман А. Б. Риторика в тени пирамид: Массовое сознание Римского Египта. — М.: Наука (ГРВЛ), 1988. — 192 с. — (По следам исчезнувших культур Востока). — 30 000 экз.
- 76. Археология Центральной Африки. — М.: Наука (ГРВЛ), 1988. — 208 с. — (По следам исчезнувших культур Востока). — 6150 экз.

### 1989
- 77. Заблоцка Ю. История Ближнего Востока в древности: (От первых поселений до персидского завоевания) / Пер. с польск. — М.: Наука (ГРВЛ), 1989. — 416 с. — (По следам исчезнувших культур Востока). — 10 000 экз. — ISBN 5-02-016588-3.
- 78. Левек П.[англ.]. Эллинистический мир / Пер. с франц. Е. П. Чиковой; отв. ред., авт. коммент. и послесл. Г. А. Кошеленко. — М.: Наука (ГРВЛ), 1989. — 256 с. — (По следам исчезнувших культур Востока). — 65 000 экз. — ISBN 5-02-016590-5.
- 79. Монтэ П. Египет Рамсесов: Повседневная жизнь египтян во времена великих фараонов. — М.: Наука (ГРВЛ), 1989. — 380 с. — (По следам исчезнувших культур Востока). — 50 000 экз. — ISBN 5-02-016592-1.

### 1990
- 80. Вардиман Е. Женщина в древнем мире / E. E. Vardiman / Пер. с нем. М. С. Харитонова; послесл. А. А. Вигасина. — М.: Наука (ГРВЛ), 1990. — 336 с. — (По следам исчезнувших культур Востока). — 50 000 экз. — ISBN 5-02-016971-4.[к. 9]
- 81. Оппенхейм А. Лео. Древняя Месопотамия: Портрет погибшей цивилизации / A. Leo Oppenheim. — М.: Наука (ГРВЛ), 1990. — 320 с. — (По следам исчезнувших культур Востока). — 30 000 экз. — ISBN 5-02-016582-4.

** Изд. 1-е — 1980.
- 82. Куббель Л. Е. Страна золота — века, культуры, государства. — 2-е изд. — М.: Наука (ГРВЛ), 1990. — 240 с. — (По следам исчезнувших культур Востока). — 10 000 экз. — ISBN 5-02-016730-4.

** Изд. 1-е — 1966.

### 1991
- 83. Бартонек А. Златообильные Микены / Пер. с чешского О. П. Цыбенко; отв. ред. и авт. послесл. А. И. Немировский. — М.: Наука (ГРВЛ), 1991. — 352+[1] с. — (По следам исчезнувших культур Востока). — 15 000 экз. — ISBN 5-02-016573-5.[к. 10]
- 84. Кравчук А. Троянская война: Миф и история / Aleksander Krawczuk / Пер. с польск. — М.: Наука (ГРВЛ), 1991. — 224 с. — (По следам исчезнувших культур Востока). — 30 000 экз. — ISBN 5-02-016589-1.
- 85. Хук С. Г. Мифология Ближнего Востока / Пер. с англ.; послесл. В. А. Якобсона. — М.: Наука (ГРВЛ), 1991. — 184 с. — (По следам исчезнувших культур Востока). — 8000 экз. — ISBN 5-02-017001-1.
- 86. Кленгель-Брандт Э. Вавилонская башня: Легенда и история. — М.: Наука (ГРВЛ), 1991. — 157 с. — (По следам исчезнувших культур Востока).
- 87. Крамер С. Н. История начинается в Шумере. — М.: Наука (ГРВЛ), 1991. — 236 с. — (По следам исчезнувших культур Востока). — 15 000 экз.

** Изд. 1-е — 1965.

### 1992
- 88. Жак К. Египет великих фараонов: История и легенда. — М.: Наука (ГРВЛ), 1992. — 328 с. — (По следам исчезнувших культур Востока). — 12 000 экз. — ISBN 5-02-016654-5.
- 89. Ламберг-Карловски К., Саблов Дж. Древние цивилизации: Ближний Восток и Мезоамерика. — М.: Наука (ГРВЛ), 1992. — 368 с. — (По следам исчезнувших культур Востока). — 4400 экз. — ISBN 5-02-017104-2.
- 90. Вильхельм Г.[нем.]. Древний народ хурриты: Очерки истории и культуры. — М.: Наука (ГРВЛ), 1992. — 160 с. — (По следам исчезнувших культур Востока). — 10 000 экз. — ISBN 5-02-016596-4.

### 1994
- 91. Гарамантида: (африканская Атлантида) / Сост. М. Ю. Рощин. — М.: Наука; Издат. фирма «Восточная лит-ра», 1994. — 286 с. — (По следам исчезнувших культур Востока). — ISBN 5-02-017643-5.
- 92. Переводчикова Е. В. Язык звериных образов: Очерки искусства евразийских степей скифской эпохи. — М., 1994. — 208 с. — (По следам исчезнувших культур Востока). — ISBN 5-02-017744-X.

### 1995
- 93. Якобсен Торкильд. Сокровища тьмы: История месопотамской религии. — М.: Наука; Издат. фирма «Восточная лит-ра», 1995. — 294 с. — (По следам исчезнувших культур Востока). — 3000 экз. — ISBN 5-02-016601-4.

### Комментарии
1. ↑  Книга Т. Н. Савельевой «Как жили египтяне во времена строительства пирамид» (М.: Наука, 1971), подготовленная к публикации в рамках серии, не была утверждена её научным советом и вышла под урезанным грифом «По следам исчезнувших культур».
2. ↑  О Хеттском царстве.
3. ↑  Об исследователях тангутской цивилизации.
4. ↑  О Шумере.
5. ↑  О древней Бактрии.
6. ↑  Фактически издание представляет собой допечатку тиража предыдущего, однако в аннотированном каталоге ГРВЛ они разделены.[2]
7. ↑  Первое издание: Аматуни П. Г. Если б заговорил сфинкс…: Историческая миниатюра. — Ростов-на-Дону: Ростовское книжное издательство, 1970. — 216 с. — 30 000 экз.
8. ↑  Издание первое (вне серии) — М.: Наука (ГРВЛ), 1977. — 192 с. — 10000 экз.
9. ↑  Книга посвящена жизни женщин в древнем Шумере, Вавилонии, Египте, малоазийских странах, античной Греции, Риме. Хронологический диапазон — от неолитической революции до утверждения христианства.
10. ↑  Труд чехословацкого учёного посвящён крито-микенской цивилизации. Издание снабжено приложениями, включающими источники, которые либо совсем не переводились на русский язык, либо переводились очень давно, и этот перевод устарел.